# 安迪·金 (足球运动员)
安德鲁·菲利普·金（英語：Andrew Philip King，1988年10月29日—）是一名威爾斯前職業足球員，已退役，司職中場。安迪·京治同時亦是威爾斯國家隊國腳。最後效力於英冠球隊布里斯托城。
他為開展自己職業生涯的俱樂部李斯特城在英格蘭頭三個組別的各項比賽中上陣接近300場。他是俱樂部成立130年以來進球最多的中場球員。
金生於英格蘭，但由於外祖父是威爾斯人的關係得以代表威爾斯出賽。他在2009年首次為國家隊上陣。

## 早年和生涯
安迪·京治在英格蘭德文郡巴恩斯特珀爾出生，於9歲之年加入車路士，但於2004年時年15歲被放棄，他轉投莱斯特城的青訓系統。

## 李斯特城
安迪·京治於2006/07年球季獲發一隊背號「32」球衣，同一球季，他為李斯特城U18青年隊上陣21場及射入8球，協助球隊贏得英格蘭足球青年超級聯賽總冠軍。
2007年5月5日安迪·京治獲李斯特城提供首份職業合約。他其後於8月前往全國聯球會約克城參加試訓，為球隊進行一場對謝菲爾德的友誼賽後，在其經理人建議下拒絕接受借用。2007年10月2日安迪·京治首次代表一隊上陣出戰狼隊，於12月1日對修咸頓以一記離球門35碼「砲彈式」射球取得首個入球。安迪·京治在2007/08年球季獲派在聯賽上陣11場，但球隊不幸於球季結束僅以1分之差降班到英甲。
安迪·京治的出色表現獲李斯特城於2008年8月21日提供三年新約，他在8月27日英格蘭聯賽盃2-3僅負於富咸於18碼射入新球季首個入球；他其後在聯賽再轟入9球，協助李斯特城取得英甲聯賽冠軍及重返英冠。2009年4月28日安迪·京治獲選為球會「年度最佳青年球員」，同時亦獲提名「球員先生」及「年度最佳球員」，但分別不敵隊友马特·费耶特及（Steve Howard），而安迪·京治亦將獎項獻給整季因傷缺陣的隊長（Stephen Clemence）。
在2009/10年球季季前安迪·京治認為李斯特城有實力挑戰爭取升班。2009年11月21日他在獲加球場1-0擊敗普利茅夫射入奠勝球兼球季首球。2010年1月2日他在英格蘭足總盃2-1淘汰史雲斯中射入季內個人第四球，賽後獲時任領隊（Nigel Pearson）點名稱讚。安迪·京治在季內全面的表現，使他於4月28日與隊友並列「球員先生」。
2010/11年球季李斯特城開季成績差劣，雖然新任領隊保罗·索萨在多場賽事沒有選派安迪·京治上陣，他仍能以中場身份在頭10場聯賽射入5球。在斯文·約蘭·艾歷臣上任領隊及（Matt Oakley）因傷缺陣後，安迪·京治成為常規正選並代任隊長。2011年4月15日安迪·京治與李斯特城加簽一年新約，留隊至2015年。
2014年10月29日，安迪·京治與李斯特城簽署一份新的四年合約，留隊至2018年夏季。

### 國家隊
安迪·京治雖然在英格蘭出生及成長，但由於祖父母是威爾斯人而有資格代表威爾斯參加國際賽。安迪·京治曾代表U17及U19上陣，於2007年10月10日年僅18歲獲首次徵召提升上U21。2009年3月31日安迪·京治於2009年歐洲U-21足球錦標賽外圍賽5-1大勝盧森堡U21射入首個國際賽入球，威爾斯雖然壓倒法國U21分組賽首名出線，但球隊於附加賽兩回合累計4-5不敵英格蘭U21而錯過參加在瑞典舉行的決賽週。
2009年5月22日安迪·京治獲得威爾斯成年隊首次徵召，加入時任領隊托沙克備戰友賽對愛沙尼亞的大軍名單，雖然挑選安迪·京治進隊，約翰·陶鍚承認他尚未有十足水準參加一級國際賽，他在這場1-0戰勝客隊的賽事末段89分鐘，後補入替捷特·伊雲斯首次上陣。
國際賽入球
威爾斯入球在比數前方
| #  | 日期          | 場地                     | 對賽球隊 | 入球  | 賽果 | 競賽   |
| -- | ------------- | ------------------------ | -------- | ----- | ---- | ------ |
| 1. | 2010年8月11日 | 威爾斯拉內利斯加歷斯公園 | 盧森堡   | 3 – 1 | 5–1  | 友誼賽 |

## 比賽風格
安迪·京治被前莱斯特城領隊尼祖·皮雅臣（Nigel Pearson）稱為：「一名有前途的優秀青年球員。」

## 榮譽
李斯特城
- 英格蘭足球甲級聯賽冠軍：2008/09年（升班英冠）；
- 英格蘭足球冠軍聯賽冠軍：2013/14年（升班英超）；
- 英格蘭足球超級聯賽冠軍：2015/16年

個人
- 莱斯特城年度最佳青年球員：2008/09年；
- 莱斯特城球員先生：2009/10年（並列）；

## 外部連結
- 李斯特城官網簡歷 （页面存档备份，存于）
- 威爾斯足總簡歷
- 足球数据库：安迪·京治的球员统计数据